# Channichthys panticapaei
Channichthys panticapaei — вид окунеподібних риб родини білокрівкових (Channichthyidae).

## Історія відкриття
Голотип зібраний у 1990 році під час антарктичної експедиції на науковому судні «Профессор Месяцев», що організована Південним науково-дослідним інститутом морського рибного господарства та океанографії. Вид описаний у 1995 році українським іхтіологом Г. О. Шандиковим та названий на честь давньогрецького міста Пантікапей, на місці якого знаходиться сучасний Керч.

## Опис
Вид поширений у Південному океані біля берегів острова Кергелен на глибині 112—154 м. Тіло завдовжки до 40 см. Живиться дрібною рибою та крилем.